# Komondor
Komondor je plemeno psa původem z Maďarska. Množné číslo komondora v maďarštině je komondorok.

## Historie
Původ komondora je diskutabilní. Někteří[kdo?] věří, že je původním psem Maďarů, zatímco jiní[kdo?] by jeho psí předky hledali u Sumerů. Nejpravděpodobnějším vysvětlením je, že byli komondoři dovedeni do Maďarska turecky mluvícími kočovníky, kteří se tam usadili v průběhu dvanáctého a třináctého století. Jméno „quman-dur“ znamená „patřící Cumanům“ nebo „pes Cumanů“ (Kumáni byli oni kočovníci). První písemné zmínky o komondorovi pochází z roku 1544. Později, v roce 1673, se o komondorovi zmiňuje v jedné ze svých prací Jan Amos Komenský.
Vzhled plemene naznačuje příbuznost s pulim a bergamským ovčákem. Komondor by mohl být také příbuzný s velkým jihoruským ovčákem.
Dnes[kdy?] je komondor v Maďarsku celkem běžný. Mnoho komondorů bylo zabito během druhé světové války, údajně proto, že vojáci museli psa zastřelit, aby se dostali do statku, který hlídal.

## Vzhled
Feny mají v kohoutku minimálně 65 cm, často však mnohem víc. U psů je standardem plemene daná minimální kohoutková velikost 70 cm, často mají i přes 80 cm, což je činí jedním z největších psích plemen. Psi váží 45 kg a víc, feny minimálně 36 kg, ale většinou mají mezi 45 až 60 kg. Tělo není moc hrubé nebo těžké.

### Srst
Komondor má dlouhou, hustou a provázkovitou bílou srst, ve starším věku dlouhou nejméně 20–27 cm (má nejvíc srsti ze všech psů), v období kolem 6 let již dosahuje od kohoutku až na zem, podobá se dredům nebo mopu. Štěňata se rodí s asi centimetr dlouhou srstí, která je hebká a připomíná chmýří. Jak štěňata rostou, srst se čím dál tím víc vlní a má sklon plstnatět. Srst se skládá z jemné podsady a hrubé vnější srsti, plstnatí se do provázků či širších stuh.
Kolem komondora je mnoho mýtů, které nejsou pravdivé a vyplývají často z neznalosti. Ačkoli se někde[kde?] můžete dočíst, že péče je náročná, opak je pravdou a není nikterak složitou. V období kolem 1 roku se štěněti začínají dredy postupně vytvářet, je na majiteli, aby srsti dopomohl tam, kde se plstnatec tvoří širší než požaduje. Je potřeba od sebe srst prsty oddělovat, aby se ze psa nestala slepená špinavá koule. Tato činnost je pak v dospělosti nenáročná a provádí se podle potřeby a jen občas. Srst roste po celý psí život. Línání je u tohoto plemene minimální. Jediné větší línání nastává u štěněte, když ještě nemá srst dospělého psa. Komondor se na rozdíl od podobně vypadajícího puliho, který se narodí bílý, černý nebo šedivý, rodí pouze v bílé barvě. Nicméně pravidelně nemytý komondor může vypadat jako šedý, avšak je to jen prach ulpělý na srsti. Po vykoupání je opět bílý či má jeho barva srsti slonovinový nádech. Srst komondora chránívala před vlčím kousnutím, predátor nebyl schopný prokousat se tak hustou srstí a jakkoliv komondora zranit.
Srst komondora má přes svou extravaganci ještě jednu nezanedbatelnou úlohu, a tou je její izolace. Nejen že komondor svým zjevem může někomu připomínat ovci, taktéž jeho srst má stejné vlastnosti jako ovčí rouno. V zimě hřeje a izoluje proti mrazu, v létě chrání před slunečními paprsky, které se navíc od bílé barvy odráží. Má částečně samočisticí schopnosti.

## Povaha

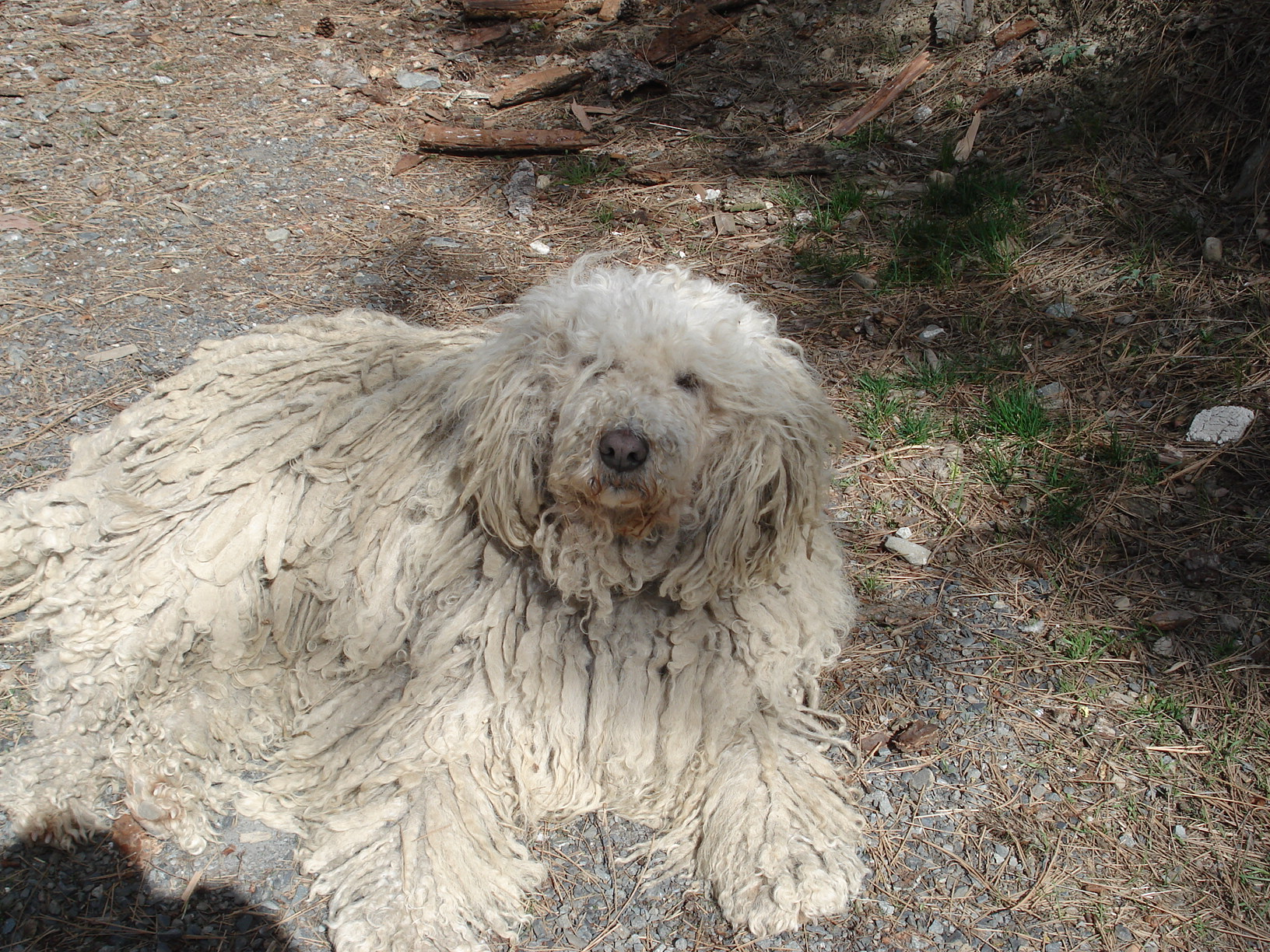
Ležící Komondor

Komondorova povaha je podobná všem pasteveckým psům. Pokud je vše v pořádku, je tichý a klidný. Pokud se mu zdá, že nastal problém, odvážně brání stádo nebo pozemek, který hlídá. Byl chován, aby myslel a rozhodoval se sám.
Je laskavý ke své rodině a milý k dětem, miluje i domácí zvířata, jeho lovecké pudy jsou potlačené. Vše pak bere jako svou rodinu. Ačkoliv je k cizím ostražitý, může je v přítomnosti pána akceptovat, pokud je zřetelné, že nejsou nebezpeční. Pes je s nimi však ostražitý a jeho pohled je sleduje. Ve dne odpočívá a tiše pozoruje okolí, někdo může nabýt dojmu, že je líný a pořád spí. Opak je pravdou a moment překvapení nečekaný. Jeho zásah je v případě potřeby bleskový a nehlučný. Díky jeho zahalené tváři nepoznáte ani jeho mimiku jako může být patrné u jiných plemen. V noci je neustále v pohybu a střeží celé své území. Maďarští chovatelé komondorů říkají, že se vetřelec může dostat na území hlídané komondorem, ale zpět se už nedostane.

## Využití
Plemeno má vrozenou schopnost hlídat stádo. Komondor je rychlý a silný pes, který nepřítele srazí k zemi a nepustí, dokud štěkotem nepřivolá svého pána. Úspěšně pracuje jako obránce stáda ovcí před vlky a medvědy. Ve Spojených státech roste jeho popularita mezi dobytkáři, kterým chrání stádo před predátory jako například kojoty, pumami, medvědy atd. Přestože je komondor pastevec, čím dál tím víc se stává oblíbený jako pes rodinný, kdy má využití při hlídání obydlí. Lze ho spatřit také na poli výstavním.
Komondor je také využíván v canisterapii. Nedá se zobecňovat to, že komondor je vhodný i pro tuto činnost, na tomto však vidíme, že pokud se komondorovi věnuje péče a důsledná výchova, v žádném směru se nezanedbá doba socializace, je komondor schopen být absolutně vyrovnaným a klidným pomocníkem nejen jako pastevec a strážce.

## Výcvik

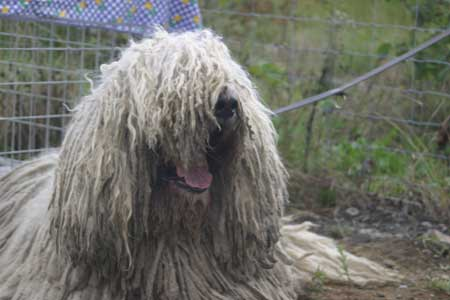
Komondor

Kvůli komondorově povaze, velikosti a síle je výcvik poměrně složitý. S tréninkem by se mělo začít co nejdřív, už ve čtyřech až osmi měsících. Kdyby se brzký výcvik zanedbal, mohl by být komondor později nebezpečný svému okolí.[zdroj⁠?!] Když se začne brzo, jde to celkem snadno. Když se štěně nudí, tak zlobí. Ale při výcviku se nenudí, může ho to bavit a může být šťastné. Pochvaly jsou nutné, ale stejně tak nesmí chybět důsledné napravování chyb. Když se jednou komondor zbaví nepřátelského chování, bude už navždy vědět, jak by se měl chovat. Proto jsou důsledné opravy nutné už u malého štěněte, aby dobře věděl, co může a co ne. Nesmírně důležitá je také socializace. Komondor by měl být vystavován novým situacím, lidem a psům už jako štěně. Kdyby nebyl, tak se z něho může v dospělosti stát agresivní pes vůči všemu, co je nové. V takové podobě byl zapotřebí u stád, kdy vše mimo pastýře a stáda bylo nepřítelem.
Pro podmínky soužití s komondorem coby rodinným psem není třeba výcviku v pravém slova smyslu, je to inteligentní pes, postačí důsledná výchova. Správnou péčí bude z komondora zodpovědný a milující pes.

## Zdraví
Komondoři netrpí mnoha dědičnými problémy. Možná protože plemeno bylo po staletí složeno jen ze silných jedinců, kteří byli schopni obstát v drsných podmínkách, zde byla nemilosrdná selekce. Problémem může být stejně jako u všech velkých plemen dysplazie kyčelního kloubu. V České republice je podmínkou pro uchovnění jedince test dysplazie kyčelního kloubu a co se týká dále zdraví navíc i vyhodnocení oftalmologického vyšetření. Kvůli velmi husté a dlouhé srsti může být ještě problém s vnějšími cizopasníky, boj s nimi je bez rozdílu stejný jako u každého jiného plemene.